# Dario Knežević
Dario Knežević (Rijeka, Croacia, 20 de abril de 1982) es un exfutbolista croata. Jugaba de defensa y su último equipo fue el HNK Rijeka de Croacia.

## Trayectoria
Knežević comenzó su carrera futbolística en las categorías inferiores del HNK Rijeka. En 2001 firma un contrato como profesional. Pronto se convierte en titular indiscutible, tanto es así que en las 5 temporadas que pasa en el primer equipo participa en 120 partidos. Con este equipo se proclama dos veces campeón de Copa (2005 y 2006).
En 2006 varios clubes europeos se interesan por él, como el Hertha de Berlín y el Hamburgo SV, pero finalmente ficha por el AS Livorno italiano, club que realizó un desembolso económico de 500.000 euros para poder hacerse con sus servicios. Su debut en la Serie A se produjo el 25 de octubre en la derrota que sufrió su equipo contra el Inter de Milán por cuatro goles a uno. Su primer gol en Italia se lo marcó al Cagliari el 18 de abril de 2007.

### Selección nacional
Fue internacional con la Selección de Croacia en 13 ocasiones. Su debut como internacional se produjo el 1 de febrero de 2006 contra Hong Kong. En ese partido Knežević marcó un su único gol como internacional.
Fue convocado por su selección para participar en la Eurocopa de Austria y Suiza de 2008. Disputó tres encuentros en ese campeonato, uno como titular.

## Clubes
| Club        | País    | Año         |
| ----------- | ------- | ----------- |
| HNK Rijeka  | Croacia | 2001 - 2006 |
| AS Livorno  | Italia  | 2006 - 2008 |
| Juventus FC | Italia  | 2008 - 2009 |
| AS Livorno  | Italia  | 2009 - 2012 |
| HNK Rijeka  | Croacia | 2012 - 2015 |

## Palmarés

### Campeonatos nacionales
| Título          | Club       | País    | Año  |
| --------------- | ---------- | ------- | ---- |
| Copa de Croacia | HNK Rijeka | Croacia | 2005 |
| Copa de Croacia | HNK Rijeka | Croacia | 2006 |

- Ficha en la Página oficial de la Juventus FC

- Datos: Q318559